# 比歇爾巴赫河
50°50′44.2″N 8°7′52.4″E / 50.845611°N 8.131222°E

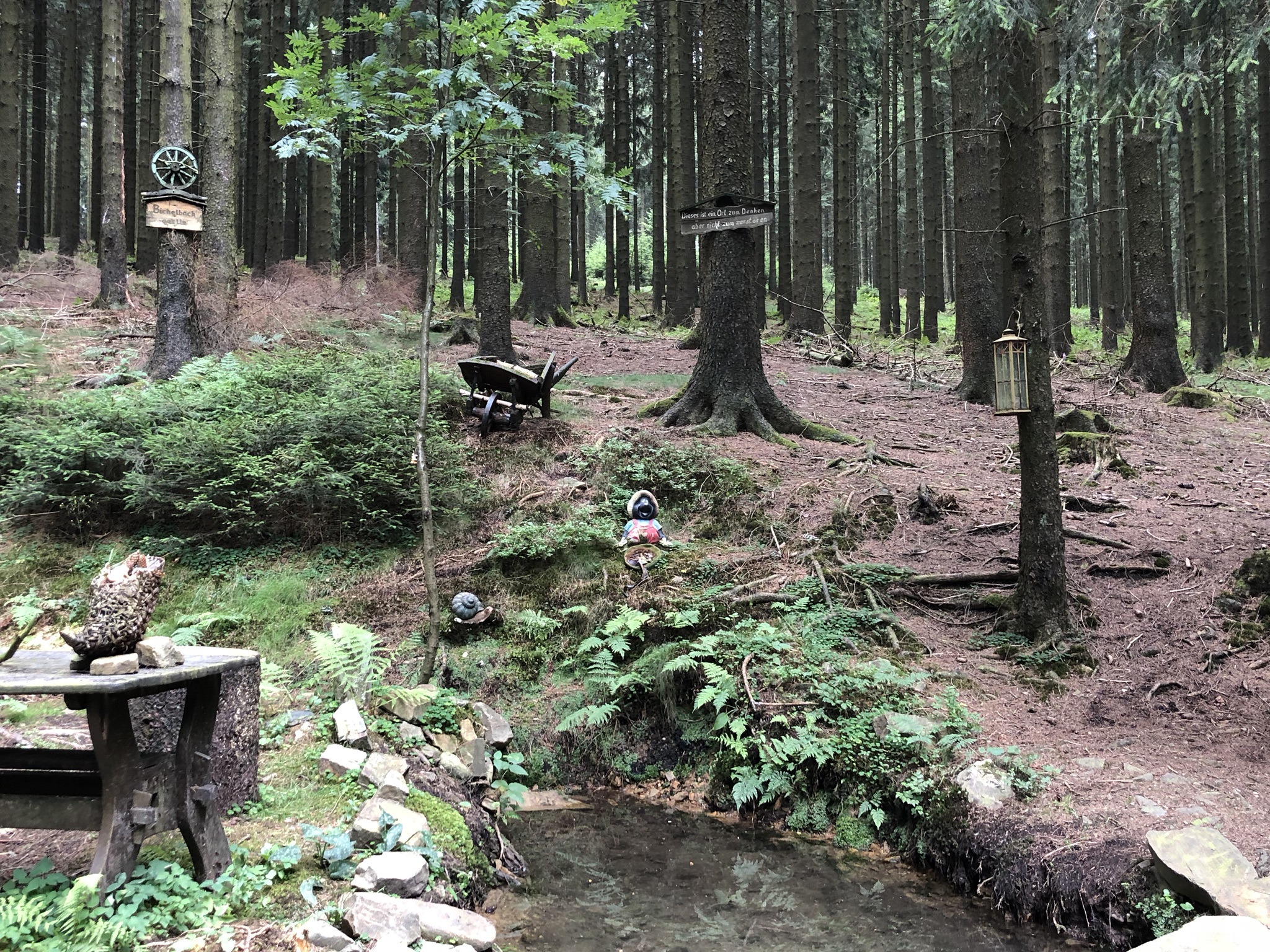
比歇爾巴赫河

比歇爾巴赫河（德語：Bichelbach），是德國的河流，位於該國西部，處於北萊茵-威斯特法倫州，屬於魏斯河的右支流，河道全長6公里，流域面積15.9平方公里。